# Damvix
Damvix település Franciaországban, Vendée megyében. Lakosainak száma 731 fő (2022. január 1.). Damvix La Ronde, Arçais, Saint-Hilaire-la-Palud, Maillé, Maillezais és Saint-Sigismond községekkel határos.

## Népesség
A település népességének változása:
| Lakosok száma | 761  | 750  | 765  | 747  | 745  | 741  | 735  | 730  | 731  |
|               | 2013 | 2015 | 2016 | 2017 | 2018 | 2019 | 2020 | 2021 | 2022 |